# Viire kurk
Viire kurk är ett sund i västra Estland. Det ligger mellan ön Moon i landskapet Saaremaa (Ösel) och fastlandet i landskapet Läänemaa. Sundet förbinder havsområdet Moonsund i norr med Rigabukten i söder. Sundets norra del benämns Storsund. I dess mitt ligger ön Viirelaid. Viire kurk ligger cirka 120 km sydväst om huvudstaden Tallinn.
Inlandsklimat råder i trakten. Årsmedeltemperaturen i trakten är 6 °C. Den varmaste månaden är augusti, då medeltemperaturen är 16 °C, och den kallaste är januari, med −6 °C.